# Serie A 1949-1950 (rugby a 15)
La serie A 1949-50 fu il 20º campionato nazionale italiano di rugby a 15 di prima divisione.
Si tenne dal 16 ottobre 1949 al 5 maggio 1950 tra 12 squadre, vide l'abbandono per protesta contro la F.I.R. della Ginnastica Torino, campione d'Italia due stagioni prima e squalificata dalla federazione per avere partecipato ad alcuni incontri di rugby a 13 in Francia.
A causa di tale squalifica, le gare del girone di ritorno del club torinese furono annullate e dalla classifica finale, calcolata su ventuno incontri (undici nell'andata, dieci nel ritorno), emerse il Parma, laureatosi campione d'Italia per la prima volta.
Gli emiliani furono i quarti assoluti a iscrivere il proprio nome nell'albo d'oro del campionato dopo Amatori Milano, Rugby Roma e la citata Ginnastica Torino.
Il torneo vide uno spareggio a tre per determinare la squadra ultima classificata, la quale dovette disputare un ulteriore spareggio con la vincitrice del campionato di serie B.

## Squadre partecipanti
- Amatori Milano
- Bologna
- Brescia
- Genova
- Ginnastica Torino
- Giovinezza (Trieste)

- Rugby Milano
- Napoli
- Parma
- Petrarca (Padova)
- Rugby Roma
- Rovigo

## Risultati
|      | 1ª/12ª giornata           |      |
| ---- | ------------------------- | ---- |
| 3-9  | Giovinezza - Rugby Roma   | 3-5  |
| 6-0  | Parma - Rovigo            | 3-5  |
| 6-3  | Amatori Milano - Petrarca | 3-6  |
| 3-3  | Genova - Napoli           | 0-9  |
| 14-3 | Brescia - Bologna         | 0-9  |
| 0-0  | Ginnastica - Milano       | 0-3  |
|      |                           |      |
|      | 4ª/15ª giornata           |      |
| 5-0  | Parma - Bologna           | 16-9 |
| 3-6  | Genova - Rovigo           | 9-5  |
| 3-9  | Petrarca - Giovinezza     | 3-3  |
| 14-3 | Ginnastica - Rugby Roma   | n.d. |
| 3-9  | Brescia - Milano          | 9-22 |
| 6-0  | Amatori Milano - Napoli   | 3-6  |
|      |                           |      |
|      | 7ª/18ª giornata           |      |
| 0-6  | Ginnastica - Parma        | n.d. |
| 17-3 | Petrarca - Milano         | 0-3  |
| 16-3 | Bologna - Genova          | 5-3  |
| 0-0  | Giovinezza - Rovigo       | 3-27 |
| 8-6  | Amatori Milano - Brescia  | 6-3  |
| 6-3  | Napoli - Rugby Roma       | 0-0  |
|      |                           |      |
|      | 10ª/21ª giornata          |      |
| 0-0  | Rugby Roma - Rovigo       | 0-0  |
| 0-0  | Petrarca - Genova         | 8-0  |
| 6-0  | Ginnastica - Brescia      | n.d. |
| 0-3  | Milano - Napoli           | 0-0  |
| 3-0  | Parma - Amatori Milano    | 6-11 |
| 0-3  | Giovinezza - Bologna      | 6-3  |

|      | 2ª/13ª giornata               |      |
| ---- | ----------------------------- | ---- |
| 28-0 | Parma - Genova                | 12-3 |
| 6-0  | Rugby Roma - Petrarca         | 0-8  |
| 13-9 | Milano - Bologna              | 8-0  |
| 9-3  | Rovigo - Amatori Milano       | 5-6  |
| 6-9  | Giovinezza - Brescia          | 3-24 |
| 0-0  | Napoli - Ginnastica           | 3-3  |
|      |                               |      |
|      | 5ª/16ª giornata               |      |
| 9-16 | Bologna - Amatori Milano      | 0-26 |
| 3-3  | Rovigo - Ginnastica           | n.d. |
| 3-8  | Petrarca - Parma              | 5-22 |
| 10-5 | Rugby Roma - Genova           | 9-12 |
| 3-0  | Milano - Giovinezza           | 3-6  |
| 11-0 | Napoli - Brescia              | 0-6  |
|      |                               |      |
|      | 8ª/19ª giornata               |      |
| 12-0 | Rugby Roma - Parma            | 0-0  |
| 17-6 | Ginnastica - Bologna          | n.d. |
| 3-3  | Genova - Brescia              | 0-11 |
| 3-0  | Rovigo - Petrarca             | 3-6  |
| 0-0  | Rugby Milano - Amatori Milano | 0-12 |
| 3-3  | Giovinezza - Napoli           | 3-0  |
|      |                               |      |
|      | 11ª/22ª giornata              |      |
| 6-3  | Bologna - Petrarca            | 3-19 |
| 3-8  | Milano - Parma                | 3-22 |
| 8-0  | Rovigo - Napoli               | 8-9  |
| 0-9  | Giovinezza - Ginnastica       | n.d. |
| 14-6 | Rugby Roma - Brescia          | 3-5  |
| 0-14 | Genova - Amatori Milano       | 3-16 |

|      | 3ª/14ª giornata             |      |
| ---- | --------------------------- | ---- |
| 3-6  | Giovinezza - Amatori Milano | 0-6  |
| 9-6  | Rugby Roma - Bologna        | 11-3 |
| 16-6 | Rovigo - Brescia            | 3-11 |
| 11-3 | Ginnastica - Petrarca       | n.d. |
| 0-6  | Napoli - Parma              | 6-19 |
| 6-6  | Milano - Genova             | 0-9  |
|      |                             |      |
|      | 6ª/17ª giornata             |      |
| 3-3  | Bologna - Rovigo            | 3-32 |
| 5-3  | Brescia - Parma             | 3-23 |
| 6-3  | Petrarca - Napoli           | 0-0  |
| 9-3  | Milano - Rugby Roma         | 0-12 |
| 6-0  | Ginnastica - Amatori Milano | n.d. |
| 3-3  | Genova - Giovinezza         | 11-9 |
|      |                             |      |
|      | 9ª/20ª giornata             |      |
| 34-5 | Parma - Giovinezza          | 6-6  |
| 6-5  | Amatori Milano - Rugby Roma | 3-5  |
| 3-14 | Genova - Ginnastica         | n.d. |
| 3-3  | Rovigo - Milano             | 6-3  |
| 8-0  | Napoli - Bologna            | 0-3  |
| 3-0  | Petrarca - Brescia          | 0-0  |

## Classifica
| Pos | Squadra           | G  | V  | N | P  | PF  | PS  | DP   | Pt |
| --- | ----------------- | -- | -- | - | -- | --- | --- | ---- | -- |
| 1   | Parma             | 21 | 15 | 2 | 4  | 236 | 80  | +156 | 32 |
| 2   | Amatori Milano    | 21 | 14 | 1 | 6  | 157 | 78  | +79  | 29 |
| 3   | Rovigo            | 21 | 9  | 6 | 6  | 145 | 80  | +65  | 24 |
| 4   | Rugby Roma        | 21 | 10 | 4 | 7  | 119 | 92  | +27  | 24 |
| 5   | Petrarca          | 21 | 8  | 4 | 9  | 96  | 92  | +4   | 20 |
| 6   | Napoli            | 21 | 7  | 6 | 8  | 73  | 77  | −4   | 20 |
| 7   | Rugby Milano      | 21 | 7  | 5 | 9  | 91  | 128 | −37  | 19 |
| 8   | Brescia           | 21 | 8  | 2 | 11 | 127 | 151 | −24  | 18 |
| 9   | Bologna           | 21 | 6  | 1 | 14 | 99  | 215 | −116 | 13 |
| 10  | Giovinezza        | 21 | 4  | 5 | 12 | 74  | 170 | −96  | 13 |
| 11  | Genova            | 21 | 4  | 5 | 12 | 79  | 187 | −108 | 13 |
| 12  | Ginnastica Torino | 0  | 0  | 0 | 0  | 0   | 0   | 0    | 0  |

## Spareggio per il penultimo e il terzultimo posto
| Trieste | Giovinezza | 12 – 5 | Genova |  |

| Rovigo 30 aprile 1950 | Bologna | 3 – 0 | Giovinezza |  |

| Milano 7 maggio 1950, ore 14:30 CET | Genova | 0 – 0 | Bologna | Stadio Giuriati |

### Classifica spareggi
| Pos | Squadra    | G | V | N | P | PF | PS | DP | Pt |
| --- | ---------- | - | - | - | - | -- | -- | -- | -- |
| 1   | Bologna    | 2 | 1 | 1 | 0 | 3  | 0  | +3 | 3  |
| 2   | Giovinezza | 2 | 1 | 0 | 1 | 12 | 8  | +4 | 2  |
| 3   | Genova     | 2 | 0 | 1 | 1 | 5  | 12 | −7 | 1  |

## Spareggio promozione - retrocessione
| Firenze 11 giugno 1950 | Genova | 22 – 3 referto | L’Aquila |  |

## Verdetti
- Parma: campione d'Italia